# Ritratto del doge Leonardo Loredan
Il Ritratto del doge Leonardo Loredan è un dipinto a olio su tavola (62x45 cm) di Giovanni Bellini, databile al 1501-1502 circa e conservato nella National Gallery di Londra. L'opera è firmata IOANNES BELLINVS sul cartiglio fissato al parapetto, ed è considerata in genere come il risultato più alto della ritrattistica di Bellini.

## Storia
Il dipinto viene datato al 1501 o poco dopo, quando il Doge di Venezia Leonardo Loredan entrò in carica. L'età di circa sessantacinque anni coincide con la data. Si trattò del primo ritratto ufficiale di doge realizzato di tre quarti, segnando un importante aggiornamento in una radicata tradizione veneziana. L'artista seppe usare con abilità il mezzo relativamente nuovo del legante oleoso, ad esempio per rendere la consistenza dei tessuti irruvidendo deliberatamente il colore.
L'opera venne acquistata dal museo nel 1844.

## Descrizione e stile
Il quadro ritrae il doge Loredan in abiti da cerimonia su sfondo azzurro, con il consueto parapetto marmoreo in primo piano, dove l'artista dipinse un cartiglio con la sua firma. Sul suo capo figura il cosiddetto "corno", copricapo tipico dei dogi, sopra la camaura dotata di lacci. Indossa un abito chiuso in broccato bianco e oro, col motivo della melagrana (tipica di chi governa, poiché simboleggiava l'unità degli individui), con collo alto e grossi bottoni d'oro, detti campanoni perché suonavano come campanelle: solo al doge e ai suoi familiari era infatti consentito indossare l'oro, secondo le leggi suntuarie vigenti.
La lezione di Antonello da Messina è qui messa a frutto nel sottile realismo, che si manifesta in un'attenta individuazione fisiognomica, veicolata anche da dettagli minuziosi come le rughe della fronte. Il personaggio è atteggiato di tre quarti, secondo la maniera fiamminga introdotta a Venezia proprio da Antonello, anziché di profilo, come imponeva la tradizione iconografica dei ritratti dei dogi, usata ad esempio anche da Gentile Bellini.
La dignità del personaggio e della sua carica è data dalla fissità e il solenne distacco, dato dal mancato contatto visivo con lo spettatore; la stessa forma del busto richiama i ritratti degli antichi imperatori e dà al soggetto un'aura di potere e prestigio. In nome del decoro ufficiale e gerarchico le forzature psicologiche sono bandite, così come un'individualizzazione troppo penetrante, distanziandosi dalla lezione iperrealistica di Antonello. A ben guardare però Bellini caratterizzò con acutezza il volto del doge, addirittura differenziandone leggermente le due metà: a destra le rughe in controluce ne sottolineano l'età, e in un certo senso la modestia di uomo solcato dal tempo come qualsiasi individuo, che, all'età di 65 anni, capisce come il suo potere sia limitato alla durata della vita concessa da Dio; a sinistra i tratti sono più morbidi e benevoli, suggerendo il temperamento dell'uomo di fede.